# عایشه شان
عایشه‌شان (ترکی استانبولی: Ayşe Şan) یک خوانندۀ زن کرد اهل ترکیه بود که در سال ۱۹۳۸ در دیاربکر به دنیا آمد. صدای وی از صداهای تأثیرگذار در موسیقی ترکیه شناخته می‌شود. او در سال ۱۹۵۸ در رخدادهای محلی شروع به خواندن کرد و بعد از یک ازدواج ناموفق به غازی‌آنتیپ رفت و در آن جا برای رادیو محلی آهنگ‌های ترکی خواند و ضبط کرد. در سال ۱۹۶۰ به استانبول رفت و اولین آلبوم خود به زبان کردی را ضبط کرد. او در سال ۱۹۷۹ به کردستان عراق رفت با موسیقی‌دانان و خوانندگان این اقلیم نظیر تحسین تاها و محمد عارف جزیری آشنا شد. از سال ۱۹۸۰ بدین‌سو تا زمان مرگش در ۱۸ دسامبر سال ۱۹۹۶ بر اثر سرطان در ازمیر زندگی می‌کرد.